# Biled
Biled is een gemeente in het Roemeense district Timiș en ligt in de regio Banaat in het westen van Roemenië. De gemeente telt 3571 inwoners (2005).

## Geografie
De oppervlakte van Biled bedraagt 63,23 km², de bevolkingsdichtheid is 56 inwoners per km².
De gemeente bestaat uit de volgende dorpen: Biled.

## Demografie
Van de 6296 inwoners in 2002 waren 5719 Roemenen, 175 Hongaren, 177 Duitsers, 184 Roma en 41 van andere etnische groepen. Op 1 januari 2005 telde de gemeente nog maar 3571 inwoners, waarvan 1776 mannen en 1795 vrouwen waren. Op 31 december 2004 telde Biled 1143 huishoudens.
Onderstaande figuur toont het verloop van het inwoneraantal vanaf 1880.

## Politiek
De burgemeester van Biled is Cristian Felician David (PSD). Biled heeft een samenwerkingsband met Burmos uit Oostenrijk.

Onderstaande staafgrafiek toont de uitslagen van de gemeenteraadsverkiezingen van 6 juni 2004, naar stemmen per partij. 

## Geschiedenis
In 1462 werd Biled voor het eerst vermeld in een document. Biled werd in 1562 eigendom van het koningshuis. In 1765 stromen een groep Duitse kolonisten het dorp binnen. Een kerk werd gebouwd in 1786.
De historische Hongaarse en Duitse namen zijn respectievelijk Billéd en Billed.

## Onderwijs
De gemeente Biled telt één basisschool en één kinderdagverblijf.
Balinț · Banloc · Bara · Bârna · Beba Veche · Becicherecu Mic · Belinț · Bethausen · Biled · Birda · Bogda · Boldur · Brestovăț · Cărpiniș · Cenad · Cenei · Checea · Chevereșu Mare · Comloșu Mare · Coșteiu · Criciova · Curtea · Darova · Denta · Dudeștii Noi · Dudeștii Vechi · Dumbrava · Dumbrăvița · Fibiș · Fârdea · Foeni · Gavojdia · Ghilad · Ghiroda · Ghizela · Giarmata · Giera · Giroc · Giulvăz · Gottlob · Iecea Mare · Jamu Mare · Jebel · Lenauheim · Liebling · Lovrin · Margina · Mașloc · Mănăștiur · Moravița · Moșnița Nouă · Nădrag · Nițchidorf · Ohaba Lungă · Orțișoara · Parța · Pădureni · Peciu Nou · Periam · Pietroasa · Pișchia · Racovița · Remetea Mare · Sacoșu Turcesc · Saravale · Satchinez · Săcălaz · Secaș · Sânandrei · Sânmihaiu Român · Sânpetru Mare · Șag · Şandra · Știuca · Teremia Mare · Tomești · Tomnatic · Topolovățu Mare · Tormac · Traian Vuia · Uivar · Valcani · Variaș · Victor Vlad Delamarina · Voiteg